# Молдашев, Болат Гинаятович
Болат Гинаятович Молдашев (1935 — 19.06.2004) — казахский государственный деятель.

## Биография
Болат Гинаятович Молдашев родился в 1935 году в селе Фурманово в семье сельского учителя.
Закончив в Фурмановском районе школу с золотой медалью, поступил в Московский энергетический институт. По окончании пригласили в Алма-Ату в институт энергетики Академии наук Казахской ССР.
В 1960 году по семейным обстоятельствам приехал в Уральск и вскоре стал главным инженером завода имени Ворошилова.
В 1977 году директор завода имени Ворошилова Петр Александрович Атоян рекомендовал Б.Г. Мoлдашева на должность директора приборостроительного завода «Омега».
В период работы на заводе добился открытия в училище № 5 филиала Московского электротехнического техникума.
В 1989 году депутат Уральского городского Совета народных депутатов. Избран председателем Совета.
В 1991 году назначен Главой администрации города Уральска.
В 1992 году вернулся на завод «Омега».
В 1995 году вышел на пенсию.
Скончался 19 июня 2004 года во время командировки в г. Владимир.

## Память
В июне 2005 года на заводе «Омега» открыта мемориальная доска.
В Уральске одна из улиц в районе завода "Омега" названа именем Болата Молдашева (51°14′8″N, 51°21′54″E).